# Aaron Chia
Aaron Chia (chinês tradicional: 谢定峰; Batu Berendam, 12 de agosto de 1995) é um jogador de badminton malaio, medalhista olímpico.

## Carreira
Nos Jogos Olímpicos de Verão de 2020, em Tóquio, conquistou a medalha de bronze na categoria duplas masculinas ao lado de Soh Wooi Yik após confronto contra os indonésios Mohammad Ahsan e Hendra Setiawan. Ele faz parte da seleção nacional desde 2015. Nos Jogos Olímpicos de Verão de 2024, em Paris, Chia e Wooi Yik novamente conseguiram a medalha de bronze na disputa de duplas masculinas.